# Bertuccio Valiero
Bertuccio Valier, död 1658, var en venetiansk doge. Han var regerande doge av Venedig 1656–1658. 